# Будово
Будово (пол. Budowo, нім. Budow) — село в Польщі, у гміні Дембниця-Кашубська Слупського повіту Поморського воєводства.
Населення — 795 осіб (2011).
У 1975-1998 роках село належало до Слупського воєводства.

## Демографія
Демографічна структура станом на 31 березня 2011 року:
|          | Загалом | Допрацездатний вік | Працездатний вік | Постпрацездатний вік |
| -------- | ------- | ------------------ | ---------------- | -------------------- |
| Чоловіки | 384     | 89                 | 269              | 26                   |
| Жінки    | 411     | 92                 | 261              | 58                   |
| Разом    | 795     | 181                | 530              | 84                   |